# Kniphofia hirsuta
Kniphofia hirsuta är en grästrädsväxtart som beskrevs av Leslie Edward Wastell Codd. Kniphofia hirsuta ingår i Fackelliljesläktet som ingår i familjen grästrädsväxter. Inga underarter finns listade i Catalogue of Life.